# Ройл, Джон Форбс
Джон Форбс Ройл (англ. John Forbes Royle; 1799, Канпур, Британская Индия, — 2 января 1858, Эктон, около Лондона) — английский ботаник.

## Биография
Джон Форбс Ройл родился в 1799 году в Канпуре.
Служил в Ост-Индской компании помощником врача. Во время службы собрал значительные коллекции растений и минералов гималайского региона. Ройл также изучал местные растительные материалы, используемые в медицине.
В 1830-е годы он руководил учреждённым Ост-Индской компанией ботаническим садом в Сахаранпуре.
В 1837 году Ройл уехал в Англию и занял пост профессора materia medica (фармации) в Лондонском Королевском колледже, где преподавал до 1856 года.
Джон Форбс Ройл умер 2 января 1858 года в Эктоне.

## Избранная библиография
- «Изображения растительности и других естественноисторических экспонатов, а также флоры Кашмира» (англ. Illustrations of the Botany and other branches of Natural History of the Himalayan Mountains, and of the Flora of Cashmere; 1839, в 2 т., с 100 таблицами)
- «Очерк растительных ресурсов Индии» (англ. An Essay on the Productive Resources of India; 1840)
- «О древностях индийской медицины» (англ. On the Antiquity of Hindu Medicine; 1837)
- «О выращивании и продаже хлопка в Индии и в остальном мире» (англ. On the Culture and Commerce of Cotton in India and Elsewhere; 1851)
- «Волокнистые растения Индии, пригодные для канатного производства» (англ. The Fibrous Plants of India fitted for Cordage; 1855).